# 滋賀県立甲南高等養護学校
滋賀県立甲南高等養護学校（しがけんりつ　こうなんこうとうようごがっこう）は、滋賀県甲賀市甲南町寺庄にある公立特別支援学校。滋賀県立甲南高等学校に併設されている。高等学校に併設されているので、儀式的な行事（入学式や卒業式）、生徒会の取り組み（体育祭、文化祭等）は高等学校と合同開催される。また、委員会もそれぞれ同じ委員があり合同で開催される。

## 設置学科
- 全日制課程 しごと総合科

一年生は全教科を履修し、二年生からは福祉系（福祉くらしコース）か農業系（農業ものづくりコース）を選択し履修する。

## 部活動
体力づくり部
ものつくり部
ハンドメイド部
その他、甲南高等学校部活動にも参加できる。

## 主な卒業生
- 福井香澄
  - 2020年東京パラリンピックに競泳日本代表として出場[1]

## 周辺
- 甲賀市立甲南中学校
- 甲南郵便局
- 地蔵堂（六角堂）
- 旧 滋賀銀行甲南支店 - ヴォーリズ設計。1925年（大正14年）竣工。旧寺庄銀行本店。甲南支店としては2007年8月に他所へ移転。
- 杣川

## アクセス
- 草津線 寺庄駅から徒歩2分。